# フォッカー E.III

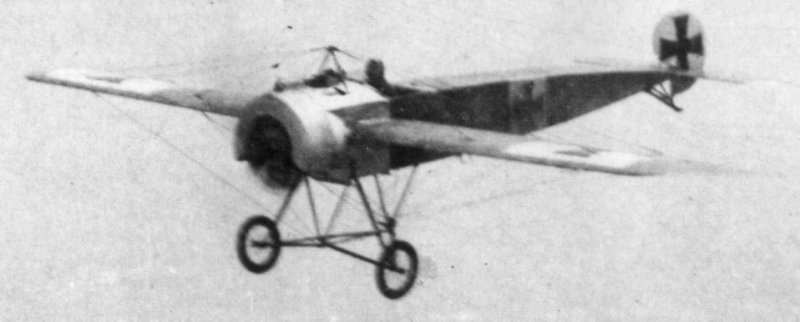
Fokker E.III
（1916年、ウィルトシャー）

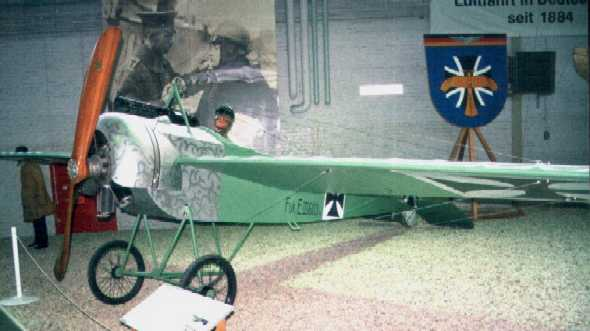
フォッカー E.III （博物館の展示レプリカ）

フォッカー E.III（Fokker E.III）は第一次世界大戦初期のドイツの戦闘機である。機銃同調装置を初めて搭載し、固定銃を装備して敵の航空機を撃墜する機体として量産された世界初の戦闘機。オランダ人技術者アントニー・フォッカーが設計したフォッカー アインデッカーシリーズの一種である。

## 歴史
1915年、フランス空軍のローラン・ギャロスがモラーヌ・ソルニエ Lの中心線に固定銃を装備したことを受け、1915年6月ドイツは、プロペラ回転面内から射撃できる機銃同調装置を初めて搭載し、固定銃を装備して敵の航空機を撃墜する機体として、フォッカー E.IIIを量産した。
1916年初頭、ヴェルダンの戦いで当機を集中使用して一時は連合軍を圧倒した。この戦闘機を各国も見習うことになった。連合軍側がニューポール 11などの新鋭機を投入するまで「フォッカーの懲罰」という言葉を生むほど活躍した。

## 諸元
- 全長: 7.20 m[2]
- 全高: 2.40 m
- 全幅: 9.52 m[2]
- 全備重量: 610 kg
- 自重: 400 kg
- エンジン: Oberursel U.I[2]（ロータリーエンジン） 74 kW / 110 PS
- 最高速度: 141 km/h[2]
- 巡航速度: 120 km/h
- 最高到達高度: 3,660 m
- 航続距離: 220 km
- 武装: MG 08/15 7.92 mm ×1または2

機体の外形はフランスのモラーヌ・ソルニエ H型のコピーであるが、胴体の構造はこの後フォッカー社の特徴になる鋼管溶接構造が採用されている。